# Houses of the Holy
Houses of the Holy – piąty album brytyjskiej grupy rockowej Led Zeppelin, wydany w roku 1973.
W 2003 album został sklasyfikowany na 149. miejscu listy 500 albumów wszech czasów magazynu Rolling Stone.
Określono go jako reprezentującego m.in. gatunki hard rock, progressive rock, reggae, funk rock, folk rock, blues rock. 

## Lista utworów
| 1. | „The Song Remains the Same” (Page, Plant)   | 5:28  |
|    |                                             |       |
| 2. | „The Rain Song” (Page, Plant)               | 7:39  |
|    |                                             |       |
| 3. | „Over the Hills and Far Away” (Page, Plant) | 4:47  |
|    |                                             |       |
| 4. | „The Crunge” (Bonham, Jones, Page, Plant)   | 3:13  |
|    |                                             |       |
| 5. | „Dancing Days” (Page, Plant)                | 3:41  |
|    |                                             |       |
| 6. | „D’yer Mak’er” (Bonham, Jones, Page, Plant) | 4:22  |
|    |                                             |       |
| 7. | „No Quarter” (Jones, Page, Plant)           | 7:00  |
|    |                                             |       |
| 8. | „The Ocean” (Bonham, Jones, Page, Plant)    | 4:30  |
|    |                                             |       |
|    |                                             | 40:40 |
|    |                                             |       |

## Skład zespołu
- Jimmy Page – gitara elektryczna, gitara akustyczna, gitara stalowa, wokal wspierający, producent
- Robert Plant – śpiew, harmonijka ustna
- John Paul Jones – gitara basowa, organy, melotron, wokal wspierający
- John Bonham – perkusja, wokal wspierający
- Peter Grant – producent wykonawczy
- Keith Harwood – miksowanie
- Andy Johns – inżynier dźwięku, miksowanie
- Eddie Kramer – inżynier, miksowanie
- Hipgnosis – projekt graficzny